# Fosse
Fosse er en by og kommune i departementet Pyrénées-Orientales i Sydfrankrig.

## Geografi
Fosse ligger i landskabet Fenouillèdes 56 km vest for Perpignan. Nærmeste byer er mod nordøst Saint-Paul-de-Fenouillet (13 km), mod øst Saint-Martin (4 km) og mod sydvest Vira (4 km).

## Borgmestre
- Jean-Pierre Pellissier (ca. 1803-?)[1]
- Germain Pellissier (ca. 1815-?)[1]
- A. Pélissier (ca. 1937-?)[1]
- Hervé Pagane (2001-2008)
- Michel Garrigue -2008-)

## Demografi

### Udvikling i folketal
| 1962                                                              | 1968 | 1975 | 1982 | 1990 | 1999 | 2007 | 2013 | 2017 |
| ----------------------------------------------------------------- | ---- | ---- | ---- | ---- | ---- | ---- | ---- | ---- |
| 68                                                                | 61   | 41   | 50   | 34   | 39   | 40   | 39   | 40   |
| Tal fra og med 1962 er uden dobbelttælling (sans doubles comptes) |      |      |      |      |      |      |      |      |